# Palazzo dell'ex GIL (Roma, Ostia)
Il palazzo dell'ex GIL, noto semplicemente come ex GIL o ONB, è un complesso edilizio di Roma sito nella frazione litoranea di Ostia, nel territorio del Municipio X.
Nato come sede locale dell'Opera nazionale balilla (ONB) e successivamente della Gioventù italiana del littorio (GIL), dopo la dissoluzione di questi ultimi fu utilizzato come sede di una scuola pubblica, dismessa nel 2009.

## Storia
L'edificio fu progettato dall'architetto Paolo Benadusi come sede locale dell'Opera nazionale balilla (ONB), fondata nel 1926, e fu costruito tra il 1933 e il 1936. L'inaugurazione avvenne alla presenza del capo del Governo Benito Mussolini l'8 agosto 1935. Dopo la riforma del 1937 l'ONB fu sostituita dalla Gioventù italiana del littorio (GIL) che nel dopoguerra fu commissariata e sostituita dalla GI, che negli anni 50 lo gestì come collegio durante il periodo scolastico e come colonia marina durante i mesi estivi  e che si occupò dell'alienazione del patrimonio immobiliare ex GIL.
L'edificio divenne proprietà della Regione Lazio e dalla dismissione della GI vi fu posta all'interno una scuola, dismessa nel luglio 2009 a causa dell'inagibilità dell'edificio, fortemente deteriorato. Nel 2020 l'ente regionale ha trasferito la proprietà a Roma Capitale che a sua volta l'ha devoluta al Municipio X, che pianifica di restaurare l'edificio e utilizzarlo come sede del gruppo X Mare del Corpo di polizia locale di Roma Capitale e ufficio del giudice di pace.

## Descrizione
L'ampio complesso si articola in tre corpi di fabbrica, circondati da un muro perimetrale e disposti ad "L", che delimitano per tre lati un ampio cortile rettangolare, la cui funzione originaria riguardava l'espletamento delle attività motorie. Nel punto in cui convergono i due bracci si sviluppa la torre semicircolare di tre piani, che raggiunge una quota massima di 18,5 metri, con un portico aperto al piano terra.
L'area occupata dal complesso è compresa tra corso Duca di Genova, via delle Sirene, viale Vasco de Gama e via Francesco Mezzadra e misura 120 x 70 metri.
All'interno, nella sala ritrovo, è custodito un pannello decorativo realizzato negli anni '30 da Oddo Aliventi.